# Joe & Jake
Joe & Jake sono un duo pop anglo-gallese formato nel 2015 da Joe Woolford e Jake Shakeshaft. Joe e Jake si sono conosciuti ai provini per la quarta stagione di The Voice UK, dove si sono esibiti in audizioni separate. Insieme hanno rappresentato il Regno Unito all'Eurovision Song Contest 2016 con il brano You're Not Alone.

## Carriera
Joe Woolford è nato a Ruthin, nel Galles. Nato in una famiglia di musicisti, ha iniziato a sviluppare il suo talento musicale all'età di 9 anni, con una predilezione per la musica rap. Tra il 2013 e il 2014 ha raggiunto la finale alla competizione musicale Open Mic UK. La sua principale influenza musicale è il rapper Tupac Shakur. Jake Shakeshaft viene da Stoke-on-Trent, in Inghilterra. Ha iniziato a prendere lezioni di chitarra e di canto nel 2012 e nel 2013 ha cantato in pubblico per la prima volta. Ad agosto 2014 era finalista al talent show NUA Entertainment Next Big Thing, dove si è piazzato nella top 5. Prima di intraprendere la sua carriera musicale, studiava tecnologia musicale all'Università di Newcastle-under-Lyme e lavorava part-time.
Alla quarta stagione di The Voice UK, Joe ha cantato Lights di Ellie Goulding e Jake ha scelto Thinking Out Loud di Ed Sheeran. Entrambi hanno passato le blind audition. Joe è stato eliminato alla seconda serata live, mentre Jake non ha superato il knockout round prima degli show dal vivo.
Durante il loro percorso a The Voice UK Joe e Jake hanno deciso di partecipare a Eurovision: You Decide, il processo di selezione nazionale del Regno Unito per l'Eurovision Song Contest 2016, con la canzone You're Not Alone. Joe e Jake sono stati selezionati tra i sei finalisti per la finale di You Decide del 26 febbraio 2016 e hanno cantato You're Not Alone per sesti. Il televoto li ha decretati vincitori, garantendo loro un posto sul palco della finale dell'Eurovision, che si svolgerà il 14 maggio 2016 a Stoccolma. L'11 marzo 2016 è stato reso noto che Joe e Jake hanno firmato un contratto con l'etichetta discografica Sony Music UK.